# This Must Be the Place (Naive Melody)
«This Must Be the Place (Naive Melody)» — песня нью-вейв группы Talking Heads, она была выпущена в ноябре 1983 года вторым синглом с их пятого студийного альбома Speaking in Tongues. Слова песни были написаны Дэвидом Бирном, аранжировки были придуманы Бирном и другими участниками группы — Крисом Францем, Тиной Уэймут и Джерри Харрисоном.

## Композиция
В «Личном интервью» на DVD с концерт фильма Stop Making Sense, Бирн сказал, что это песня о любви, эту тему он склонен избегать, потому что она «широкая». Тем не менее он также сказал про эту песню:
Это песня о любви, состоящая почти полностью из не логичных утверждений, фраз которые могут иметь сильную эмоциональную окраску, но не иметь хороших качеств, с точки зрения повествования. Это если быть честным песня о любви. Я никогда не думал, что напишу любовную песню. У моих песен всегда есть какая-нибудь оговорка или поворот. Я стараюсь писать песни, которые не будут звучать глупо или нелепо, как у других. И я думаю у меня это получается; И я счастлив.
Обращаясь к треку с комментариями на Stop Making Sense, слова «Naive Melody» в названии песни относятся к музыке. На треке гитарные и бас-партии делают практически одно и тоже на протяжении всей песни. По словам Бирна многие профессиональные музыканты не станут играть песню, написанную таким образом, именно это и делает мелодию наивной. Бирн исполняет соло-партию на клавишных.

## Рецензии критиков
В 2014 году Pitchfork поместил песню на 22 позицию своего списка «200 лучших песен 80-х».

## Позиции в чартах
Оригинальная версия
| Чарт (1983)          | Лучшая позиция |
| -------------------- | -------------- |
| UK Singles Chart     | 51             |
| US Billboard Hot 100 | 62             |

Концертная версия
| Чарт (1986)      | Лучшая позиция |
| ---------------- | -------------- |
| UK Singles Chart | 100            |